# Rabbit (曲)
日本のインストゥルメンタル・ロックバンド、LITEのシングル作品である。
BOOM BOOM SATELLITES のエンジニアの三浦カオル氏を共同プロデューサーに迎えてレコーディングした新曲を配信でリリース。シンセ／パーカッションなどを導入したサウンドをさらに進化させ、それらの音をシンフォニックに重ねて行き、ダイナミックなハーモニーと緻密なリズムを生み出した作品。

## 収録曲
1. Rabbit
2. Image Game (DE DE MOUSE 4+1 remix)